# Momoko Tanikawa
Momoko Tanikawa, född 7 maj 2005, är en japansk fotbollsspelare, som spelar på mittfältet, och som representerar FC Rosengård och det japanska landslaget. Hon är utlånad från FC Bayern München.

## Biografi
Tanikawa skrev år 2024 kontrakt med FC Bayern München men blev utlånad till FC Rosengård där hon under sin första säsong tog hem skytteligatiteln med 16 mål.
Vid 2024 års gala Obos Damallsvenskans Bästa i oktober 2024 vann Tanikawa pris för Årets genombrott och Årets mittfältare.